# Federació d'Entitats Culturals Andaluses a Catalunya
La FECAC (Federació d'Entitats Culturals Andaluses a Catalunya) és una organització sense ànim de lucre fundada a Catalunya l'any 1982 amb la intenció d'agrupar totes les entitats culturals andaluses i cases regionals andaluses de Catalunya. Organitza anualment la Fira d'abril de Catalunya i la Romería del Rocío, que durant les últimes edicions s'ha establert als terrenys de Mas Duran entre Montcada i Reixac i Ripollet. A banda d'això, també organitza en concurs nacional de Yunke Flamenco i el Dia d'Andalusia. Francisco García Prieto va presidir l'entitat durant més de 25 anys. Fou substituït l'any 2013 per l'actual president de la FECAC, Daniel Salinero Castillo, amb una junta considerada "continuista" respecte a l'anterior president. Alguns mitjans, han apuntat el paper de l'actual president Daniel Salinero Castillo per a silenciar els escàndols de corrupció de Francisco García Prieto a la FECAC (Federació d'Entitats Culturals Andaluses a Catalunya).

## Corrupció
La FECAC ha tingut sempre el suport tàctic dels partits polític espanyolistes, principalment el PSC, que va donar sempre sucoses subvencions per organitzar la Feria de Abril a Catalunya. Al llarg dels anys, les acusacions de malversació i de desviament de diners públics per a finalitats privades contra el senyor Francisco García Prieto han anat pujant de to, fins que el 2013 alguns exsocis van presentar una querella, per la qual cosa Francisco García Prieto va anunciar a l'abril del 2013 que no es presentava més per presidir la FECAC. El novembre de 2016 fou desnonada del seu local al carrer Mallorca de Barcelona per manca de pagament. Les sospites de corrupció sobre el finançament opac de les entitats de la Fecac van arribar a esquitxar al Consell Comarcal del Barcelonès. L'any 2015 van aparèixer a la llum pública una sèrie de cartes entre un asesor de la FECAC i l'ex gerent de REGESA, Ferrán Julián (PSC). Aquestes cartes demostrarien que el directiu feia d'intermediari entre l'organització de la Feria de Abril i terceres empreses per tal que aquestes paguessin la instal·lació de casetes a una dotzena d'entitats entre els anys 2006 i 2009. L'actual gestió de la Fecac, a càrrec de Daniel Salinero Castillo, no ha estat exempta de polèmica. Alguns mitjans han destacat la continuïtat del lligam de la FECAC amb empreses constructores implicades en casos de corrupció com a font de finançament econòmic per a l'organització de la Feria de Abril de Catalunya.